# José Aguilar (Fußballspieler)
José Aguilar Martinez (* 5. Februar 2001 in Almería) ist ein spanischer Fußballspieler.

## Karriere
Aguilar begann seine Karriere in der Jugend des FC Sion in der Schweiz. Am 2. März 2019 (18. Spieltag) gab er sein Debüt für die zweite Mannschaft in der drittklassigen Promotion League, als er beim 1:2 im Spiel gegen den FC Bavois in der Startelf stand. Bis zum Ende der Spielzeit 2018/19 kam er zu neun Einsätzen für die zweite Mannschaft, wobei er ein Tor erzielte. Zudem debütierte er am 25. Mai 2019 (36. Spieltag) für die erste Mannschaft in der Super League, der höchsten Schweizer Spielklasse, als er beim 0:1 gegen den FC Thun in der 70. Minute für Christian Zock eingewechselt wurde. In der folgenden Saison 2019/20 avancierte er zum Stammspieler der zweiten Mannschaft und absolvierte bis zum Saisonabbruch aufgrund der COVID-19-Pandemie 16 Partien in der Promotion League. Im November 2019 spielte er außerdem ein weiteres Mal für die erste Mannschaft in der Super League.
2020/21 folgten drei weitere Spiele in der höchsten Schweizer Liga; für den FC Sion II kam er bis zum Saisonende 21-mal zum Einsatz (drei Tore).